# Hasegawa Toshiyuki
Pour les articles homonymes, voir Hasegawa.
Hasegawa Toshiyuki (長谷川 利行, Hasegawa Toshiyuki) est un peintre japonais des XIXe  et  XXe siècles, né à Tokyo en 1891, mort en 1940.

## Biographie
Peintre expressionniste, Hasegawa Toshiyuki est également un homme de lettres et poète. Il se fixe à Tokyo en 1921 pour se consacrer à la peinture, à laquelle il se forme en autodidacte. Pour subsister matériellement, il travaille dans un musée, et s'occupe d'une revue littéraire. À partir de 1926, il participe au Salon Nikka (Salon des deux disciplines: peinture et sculpture), où on lui attribue un prix. Il est mal accepté dans le milieu artistique japonais. Il meurt misérablement dans un asile.
Il pratique la peinture à l'huile dans un expressionnisme influencé par Vlaminck.